# 弱测量
在量子力学（以及量子计算、量子信息）中，弱测量是一种量子测量，其观察者平均来说只获得很少的有关系统的信息，但对状态的干扰也很小。根据Paul Busch的定理可知，系统必然会受到测量的干扰。在文献中，弱测量也被称为不清晰（unsharp）、模糊（fuzzy） 、迟钝（dull） 、噪声式（noisy） 、渐进（approximate）或平和（gentle）的测量。此外，弱测量常常与一个不同但相关的概念「弱值」相混淆。

## 历史
弱测量最初是在量子系统的弱连续测量（即量子滤波和量子轨迹）的背景下考虑的。连续量子测量的物理学如下。考虑使用一个辅助系统（例如场或电流）来探测量子系统，系统和探测器之间的相互作用使两者相互关联。通常，相互作用仅使系统与辅助系统具有弱关联（具体而言，相互作用幺正算子仅需微扰展开到一阶或二阶）。通过测量辅助系统并利用量子测量理论，可以确定基于测量结果的系统状态。为了实现有效的测量，必须耦合进多个辅助系统并测量。在极限情况下，存在一系列辅助系统，使得测量过程可以在时间上是连续的。这一过程首先由以下学者表述：Michael B. Mensky;   Viacheslav Belavkin;   Alberto Barchielli, L. Lanz, GM Prosperi;  Barchielli;  Carlton Caves;   Caves, Gerald J. Milburn.  后来 Howard Carmichael 和 Howard M.Wiseman 也为该领域做出了重要贡献。
弱测量的概念经常被错误地归于 Yakir Aharonov 、 David Albert 和 Lev Vaidman 。在他们的文章中，他们考虑了一个弱的测量的例子（也许也撞上了“弱测量”这个短语），并以此作为动机来定义弱值（他们在此首次定义了弱值）。

## 数学表述
对于弱测量，尚无普遍接受的定义。一种方法是将弱测量声明为这样一种广义测量，其克劳斯算子中的一些或全部接近于恒等算子。下面采用的方法是使两个系统发生弱相互作用，然后测量其中一个系统。详细介绍这种方法之后，我们将通过示例进行说明。

### 弱相互作用和辅助耦合测量
考虑一个系统，其初始的量子态为 {\displaystyle |\psi \rangle } ，同时辅助系统处于 {\displaystyle |\phi \rangle } ，联合的初始状态则为 {\displaystyle |\Psi \rangle =|\psi \rangle \otimes |\phi \rangle } 。这两个系统依照哈密顿算子 {\displaystyle H=A\otimes B} 相互作用，其生成的时间演化算子 {\displaystyle U(t)=\exp[-ixtH]} （取 {\displaystyle \hbar =1} 的单位制）， 其中 {\displaystyle x} 是“相互作用强度”且具有时间倒数的量纲。假设相互作用时间固定为 {\displaystyle t=\Delta t} 且 {\displaystyle \lambda =x\Delta t} 很小以至于 {\displaystyle \lambda ^{3}\approx 0} 。 {\displaystyle U} 关于 {\displaystyle \lambda } 的级数展开给出
{\displaystyle {\begin{aligned}U&=I\otimes I-i\lambda H-{\frac {1}{2}}\lambda ^{2}H^{2}+O(\lambda ^{3})\\&\approx I\otimes I-i\lambda A\otimes B-{\frac {1}{2}}\lambda ^{2}A^{2}\otimes B^{2}.\end{aligned}}}
由于在微扰论中只需要将幺正算子展开到低阶，所以称其为一个弱的相互作用。此外，幺正算子的主要部分是恒等算子，因为 {\displaystyle \lambda } 和 {\displaystyle \lambda ^{2}} 很小，这意味着相互作用后的状态与初始状态并没有太多区别。相互作用后系统的联合状态为
{\displaystyle |\Psi '\rangle =\left(I\otimes I-i\lambda A\otimes B-{\frac {1}{2}}\lambda ^{2}A^{2}\otimes B^{2}\right)|\Psi \rangle .}
现在我们对辅助系统进行测量来了解系统，这称为辅助系统耦合测量。我们将考虑（辅助系统上的）在基 {\displaystyle |q\rangle } 下的测量，其中 {\displaystyle |q\rangle } 满足 {\textstyle \sum _{q}|q\rangle \langle q|=I} 。两个系统上的测量都由到联合状态 {\displaystyle |\Psi '\rangle } 的投影算子 {\displaystyle \Pi _{q}=I\otimes |q\rangle \langle q|} 来描述。从量子测量理论可知测量后的条件状态是
{\displaystyle {\begin{aligned}|\Psi _{q}\rangle &={\frac {\Pi _{q}|\Psi '\rangle }{\sqrt {\langle \Psi '|\Pi _{q}|\Psi '\rangle }}}\\&={\frac {I\langle q|\phi \rangle -i\lambda A\langle q|B|\phi \rangle -{\frac {1}{2}}\lambda ^{2}A^{2}\langle q|B^{2}|\phi \rangle }{\mathcal {N}}}|\psi \rangle \otimes |q\rangle ,\end{aligned}}}
其中 {\textstyle {\mathcal {N}}={\sqrt {\langle \Psi '|\Pi _{q}|\Psi '\rangle }}} 是归一化因子。注意辅助系统状态记录了测量的结果。 {\textstyle M_{q}:=I\langle q|\phi \rangle -i\lambda A\langle q|B|\phi \rangle -{\frac {1}{2}}\lambda ^{2}A^{2}\langle q|B^{2}|\phi \rangle } 是系统的希尔伯特空间上的算子，称为克劳斯算子。
在这些克劳斯算子对应的测量后，联合系统的状态为
{\displaystyle |\Psi _{q}\rangle ={\frac {M_{q}|\psi \rangle }{\sqrt {\langle \psi |M_{q}^{\dagger }M_{q}|\psi \rangle }}}\otimes |q\rangle .}
算子 {\displaystyle E_{q}=M_{q}^{\dagger }M_{q}} 是所谓的正算子测量的元素，其须满足 {\textstyle \sum _{q}E_{q}=I} 从而使得相应的概率之和为一： {\textstyle \sum _{q}\Pr(q|\psi )=\sum _{q}\langle \psi |E_{q}|\psi \rangle =1} 。由于辅助系统不再关联于主系统，它只是记录测量的结果，我们可以迹掉它。这做法将给出主系统本身的条件状态：
{\displaystyle |\psi _{q}\rangle ={\frac {M_{q}|\psi \rangle }{\sqrt {\langle \psi |M_{q}^{\dagger }M_{q}|\psi \rangle }}},}
这里仍用 {\displaystyle q} 标记测量结果。事实上，这些考虑使得人们得以导出量子轨迹。

### 克劳斯算子示例
我们将使用 Barchielli, Lanz, Prosperi以及 Caves, Milburn给出的高斯型克劳斯算子的典型例子。取 {\displaystyle H=x\otimes p} ，其中两个系统的位置和动量算子满足通常的正则对易关系 {\displaystyle [x,p]=i} 。取辅助系统的初态为一高斯分布
{\displaystyle |\Phi \rangle ={\frac {1}{(2\pi \sigma ^{2})^{1/4}}}\int dq'\exp[-q'^{2}/(4\sigma ^{2})]|q'\rangle .}
辅助系统的位置波函数为
{\displaystyle \Phi (q)=\langle q|\Phi \rangle ={\frac {1}{(2\pi \sigma ^{2})^{1/4}}}\exp[-q^{2}/(4\sigma ^{2})].}
前文的克劳斯算子（在前文的表达式中取 {\displaystyle \lambda =1} ）为
{\displaystyle {\begin{aligned}M(q)&=\langle q|\exp[-ix\otimes p]|\Phi \rangle \\&={\frac {1}{(2\pi \sigma ^{2})^{1/4}}}\exp[-(q-x)^{2}/(4\sigma ^{2})],\end{aligned}}}
而相应的正算子测量的元素是
{\displaystyle {\begin{aligned}E(q)&=M_{q}^{\dagger }M_{q}\\&={\frac {1}{\sqrt {2\pi \sigma ^{2}}}}\exp[-(q-x)^{2}/(2\sigma ^{2})],\end{aligned}}}
且服从 {\textstyle \int dq\,E(q)=I} 。在文献中经常能看到另一种表现形式。使用位置算子的谱表示 {\textstyle x=\int x'dx'|x'\rangle \langle x'|} ，有
{\displaystyle {\begin{aligned}M(q)&={\frac {1}{(2\pi \sigma ^{2})^{1/4}}}\int dx'\exp[-(q-x')^{2}/(4\sigma ^{2})]|x'\rangle \langle x'|,\\E(q)&={\frac {1}{\sqrt {2\pi \sigma ^{2}}}}\int dx'\exp[-(q-x')^{2}/(2\sigma ^{2})]|x'\rangle \langle x'|.\end{aligned}}}
注意 {\textstyle \lim _{\sigma \to 0}E(q)=|x=q\rangle \langle x=q|} 。也就是说，在特定的极限下，这些算子趋于对位置的强测量；对于 {\displaystyle \sigma } 的其他值，这种测量则称为是有限强度的；对于 {\displaystyle \sigma \to \infty } 的极限情况，则说测量是弱的。

## 信息获取与状态扰动的得失交换
如前所述，Busch的定理阻止了免费午餐的出现：没有对态的扰动就无法取得信息。然而，信息获取和态的扰动间的得失交换已被许多作者刻画，其中包括 C.A. Fuchs 和 Asher Peres; Fuchs;  Fuchs, KA. Jacobs; K. Banaszek. 
最近，人们在所谓的“温和测量引理”的语境下检验了信息获取与态的扰动间的交换关系。

## 应用
从很早以前就已经很清楚，弱测量的主要用途是用于量子系统的反馈控制或自适应测量。事实上，这是 Belavkin 大部分工作的动机，而 Caves 和 Milburn 也给出了一个明确的例子。自适应弱测量的一个早期应用是Dolinar接收器，该接收器已在实验上实现。弱测量的另一个有趣的应用是使用弱测量，然后跟一个幺正算子（可能依赖于弱测量的结果）来合成其他广义测量。 Wiseman 和 Milburn 的书是关于许多现代发展的良好参考资料。

## 延伸阅读
- Brun 的文章[1]
- Jacobs 和 Steck的文章[30]
- Jacobs, Kurt. . Cambridge ; New York: Cambridge University Press. 2014. ISBN 978-1-107-02548-6.
- ]Wiseman, Howard M.; Milburn, Gerard J. . Cambridge; New York: Cambridge University Press. 2009: 460. ISBN 978-0-521-80442-4.
- Tamir 和 Cohen 的文章[31]